# Alkohol w proszku
Alkohol w proszku – alkohol w postaci zaabsorbowanej w cząsteczkach cyklodekstryn. W formie suchej ma postać proszku, który zmieszany z wodą tworzy napój alkoholowy.

## Właściwości chemiczne
Badania Udo Pollmera z European Institute of Food and Nutrition Sciences w Monachium wykazały, że cyklodekstryny (pochodne glukozy) mają zdolność absorbowania różnych substancji, m.in. etanolu. W wyniku tego procesu ciekły alkohol pochłaniany jest przez będącą w postaci proszku cyklodekstrynę, dając w ten sposób proszek z zawartością alkoholu. Cyklodekstryny mogą zaabsorbować ok. 60% masowo alkoholu. Wytwarzanie proszku z zawartością alkoholu zostało opatentowane w USA już w 1974 r.

## Przypisy

Struktura chemiczna trzech głównych typów cyklodekstryn